# Tschetwertina
Mit Tschetwertina wurde eine russische Rubelmünze bezeichnet. Diese war aus dem zerschnittenen geviertelten europäischen Taler nachweislich 1654 hergestellt und überprägt. Abgeleitet ist der Begriff Tschetwertina aus dem russischen Tschetwerka für ein Viertel. Die wertmäßige 1/4 Rubel-Münze, die Tschetwertina, war nur eine Übergangsmünze, deren Ausgabe bald wieder eingestellt wurde. Probleme machte der Rechenrubel wegen der Unterwertigkeit dieser Ausgabe.
Ihr Aussehen war: Im Avers der Zar zu Pferd und die Wertangabe und im Revers Name und Titel des Zaren und die Jahreszahl in kyrillischer Schrift.